# Ernst Zimmermann (Kunsthistoriker)
Ernst Albert Zimmermann (* 3. November 1866 in Hamburg; † 6. Januar 1940 in Dresden) war ein deutscher Kunsthistoriker mit dem Schwerpunkt Geschichte des Porzellans.

## Leben
Ernst Zimmermann studierte Kunstgeschichte in Leipzig, München und Berlin. 1892 wurde er bei Heinrich Brockhaus in Leipzig promoviert. Nach zwei Jahren Volontariat am Kunstgewerbemuseum in Köln, war er ab 1897 für die Inventarisation der Kunstdenkmäler in Hessen-Nassau tätig. Ab 1898 arbeitete er Assistent an der Porzellansammlung in Dresden. Er leitete die Sammlung ab 1908 als Direktorialassistent, von 1912 bis zu seinem Ruhestand 1933 als Direktor.
Zimmermann beschäftigte sich sowohl mit Meißner als auch mit chinesischem Porzellan. 1910, 1925 und 1927 bearbeitete er im Auftrag der türkischen Regierung die Bestände an chinesischem Porzellan in der Sammlung des Topkapı Sarayı.

## Veröffentlichungen (Auswahl)
- Die Landschaft in der venezianischen Malerei bis zum Tode Tizians. E. A. Seemann, Leipzig 1893 (Dissertation, Digitalisat).
- Koreanische Kunst ... vorwiegend nach Gegenständen der Slg. H. C. Eduard Meyer in Hamburg. Giese, Hamburg 1895.
- Die Erfindung und Frühzeit des Meissner Porzellans. Ein Beitrag zur Geschichte der deutschen Keramik. Reimer, Berlin 1908 (Digitalisat).
- Chinesisches Porzellan. Seine Geschichte, Kunst und Technik. Klinkhardt & Biermann, Leipzig 1913.
  - 2. Auflage: Chinesisches Porzellan und die übrigen keramischen Erzeugnisse Chinas. Klinkhardt & Biermann, Leipzig 1926 (Digitalisat Band 1, Band 2).
- Führer für Sammler von Porzellan und Fayence, Steinzeug, Steingut usw. Vollständiges Verzeichnis der auf älterem Porzellan, Fayence, Steingut usw. befindlichen Marken von J. G. Th. Grässe und E. Jaennicke, umgearbeitet von Ernst Zimmermann. 13. Auflage Richard Carl Schmidt & Co., Berlin 1910; 15. Auflage 1919 (Digitalisat); 16. Auflage 1922.
- Meissner Porzellan. Hiersemann, Leipzig 1926.
- Altchinesische Porzellane im Alten Serai. De Gruyter, Berlin 1930.